# Cornelis den Hartog
Cornelis den Hartog ( Den Helder, 28 de enero de 1931) es un ecólogo marino, algólogo, y botánico neerlandés.
Fue profesor en la Universidad de Nimega, retirándose en 1996. Realizó importantes trabajos marinos sobre mesofauna de Turbellaria, macroinvertebrados, algas litoraleñas, macrófitos. Tuvo 31 alumnos de doctorado trabajando en esos temas.
En 1949 estudió biología en la Universidad de Ámsterdam: sistemática, fitogeografía, fisiología vegetal, botánica tropical, zoogeografía, fitosociología, y ecología. En 1956 es M.Sc.
De 1958 a 1963 fue zoólogo del Instituto Delta de Investigación Hidrobiológica de Yerseke. Recibe su Ph.D. en 1959 con honores, con su tesis "Epilithic algal communities ocurring along the coasts of the Netherdlans".
En 1963 trabajó en el Herbario de Leiden, y se concentra en algas. Publica en 1970 su famosa "Seagrasses of the World", concitando interés mundial. De 1970 a 1975 fue profesor extraordinario de Botánica y Ecología en la Universidad Flemish de Bruselas y de 1974 a 1987 de Hidrobiología en la Universidad de Wageningen.
En 1975, Knees fundó la revista "Aquatic Botany", siendo editor en jefe.
En 1961 se casó con la bióloga inglesa Irene M. Adams. Tienen una hija y dos hijos.

## Algunas publicaciones
- cornelis Hartog. 1973. Blyxa quadricostata nov. sp., a new Hydrocharitacea from Thailand. 3 pp.

### Libros
- kai Larsen, helen c. Fortune Hopkins, cornelis den Hartog. 2002. Caryophyllaceae. Flora malesiana 16. Series 1, Seed plants. Editor Nationaal Herbarium Nederland, 224 pp. ISBN 9071236536

- cornelis den Hartog. 1973. Nieuwe voedingsleer. 6.ª edición de Het Spectrum, 404 pp. ISBN 9027448566

- --------------------------------. 1970a. The sea-grasses of the world. Verhandelingen der Koninklijke Nederlandse Akademie van Wetenschappen, Afdeling Natuurkunde Sect. 2, 59 (1): 1-275

- --------------------------------. 1970b. Some aspects of brackish-water biology. Commentationes biologicae, Suomen tiedeseura. Editor Societas scientiarum Fennica, 15 pp.

- --------------------------------. 1959. The epilithic algal communities occurring along the coast of the Netherlands. Volumen 1 de Wentia (Ámsterdam). Editor North-Holland Pub. Co. 241 pp.
- La abreviatura «Hartog» se emplea para indicar a Cornelis den Hartog como autoridad en la descripción y clasificación científica de los vegetales.[1]

### Artículo conexo
- Con el mismo apelativo hay otro biólogo marino (17 de abril de 1942-2000) especializado en las estrellas de mar: Jacobus Cornelis den Hartog, conocido por el pseudónimo de M. Koos